# Roanne van Voorst
Roanne van Voorst (Utrecht, 12 juni 1983) is een Nederlands antropoloog, toekomstverkenner, schrijver en onderzoeksjournalist. Ze is universitair docent aan de Universiteit van Amsterdam (UvA).
Van Voorst deed onderzoek naar de toekomst van gezondheidszorg, de intergenerationele gezondheid in vluchtelingenkampen en de technologie van inheemse bevolkingsgroepen. Zij is tevens hoofdredacteur van Futures Reframed, een Diamond Open Access-journal rondom toekomstdenken en toekomst-antropologie. Tot april 2025 was zij voorzitter van de Dutch Future Society, een organisatie voor professionele futuristen.

## Levensloop
Van Voorst promoveerde in 2014 cum laude aan het Amsterdam Institute for Social Science Research (AISSR). Nadien werkte ze onder andere als onderzoeker aan het International Institute of Social Studies in Den Haag en als consultant voor het Danish Instituut for Social Science (DIIS). Ze volgde verschillende futuristen- en toekomstverkennende trainingen, onder andere aan de Universiteit Utrecht en het Copenhagen Institute for Future Studies.
Van Voorst onderzocht onder andere de toekomst van klimaatveranderingen, de toekomst van conflict, de toekomst van voedsel en de toekomst van werk. Haar huidige onderzoek is met name gericht op duurzame menselijkheid: hoe werken we samen met algoritmes? Wat verliezen en winnen we bij automatisering en toename van kunstmatige intelligentie? Hoe blijven we menselijk, in tijden van robotisering en technologie?
Van Voorst deed voor haar antropologisch veldonderzoek op allerlei plekken ter wereld: van Inuitdorpen in Groenland, tot de sloppen van Jakarta, van grootschalige veehouderijen tot vluchtelingenkampen en hoogtechnologische ziekenhuizen. Haar fictie- en non-fictieboeken werden in verschillende talen vertaald en internationaal gepubliceerd.

## Boeken
- 2023: Leven doet hopen: Ouders over de toekomst van hun kinderen, uitgeverij Podium
- 2022: Met z'n zessen in bed: De toekomst van liefde – van polyamorie tot relatiepillen, uitgeverij Podium (wereldrechten verkocht aan Polity, publicatie 2024, ook vertaald in het Spaans, Portugees)
- 2019: Ooit aten we dieren, uitgeverij Podium (wereldrechten verkocht aan Harper Collins, publicatie 2022, vertaald in het Japans, Portugees, Duits, Spaans, Engels, Koreaans)
- 2018: Lief van je, uitgeverij Brandt
- 2016: De beste plek ter wereld, uitgeverij Brandt (Indonesische rechten verkocht aan Marjin Kiri, publicatie 2021)
- 2016: Alles onder controle, uitgeverij Brandt
- 2015: De verhuizing, uitgeverij Atlas Contact
- 2014: Natural Hazards, Risk and Vulnerability, uitgeverij Routledge
- 2010: Jullie zijn anders als ons: Jong en allochtoon in Nederland, uitgeverij De Bezige Bij

## Podcasts
Van Voorst presenteerde The Etic: Vreemd Gedrag Verklaard, een podcast waarin zij met co-host Michiel Baas poogt om discutabel of opmerkelijk gedrag antropologisch te duiden.
Daarnaast produceerde Van Voorst The Emic: Anthropological Stories from the Field. Op dit korteverhalenplatform delen antropologen uit alle delen van de wereld de mooiste of belangrijkste inzichten die ze opdeden tijdens veldwerk.
Van december 2018 tot juni 2020 presenteerde Van Voorst de podcast The Braveheart Club, een van de twee podcasts van het tijdschrift Happinez.
In 2021 presenteerde zij de podcast Un-Machine Yourself over de toekomst van werk en leiderschap.
In 2023 en 2024 werkte Van Voorst op het Teknowlodgy-festival samen met journalist Inge Diepman aan een podcastserie voor de Nederlandse Wetenschappelijke Organisatie (NWO): Technologie voor de Toekomst

## Prijzen en nominaties
- 2025: Midsize grant Future Health voor onderzoek naar integenerationele gezondheid in vluchtelingenkampen in Europa.
- 2024: Art/Science beurs van Next Nature Network, voor het ontwikkelen van een kunst installatie rondom onderzoeksproject HEALTH-AI.
- 2024: Diamond Open Access Fund voor oprichting journal Futures Reframed.
- 2024: Innovatiebeurs van het Amsterdams Universiteitsfonds (AUF) voor de ontwikkeling van een innovatieve 'Future-in-the-Now'-methodologie.
- 2023: Starting Grant van de European Research Committee (ERC) voor 5-jarig, wereldwijd onderzoek naar de Toekomst van Gezondheidszorg
- 2022: Onderzoeksbeurs van het Amsterdam Centre of European Studies (ACES) voor onderzoek naar de toekomst van gezondheidszorg
- 2020: Onderzoeksbeurs van het Catharina van Tussenbroekfonds voor veldwerk in AUE
- 2013: Winnaar juryprijs van schrijfwedstrijd De Indische Bladzijde
- 2009: Tweede prijs LOVA/Marian Rens voor academische these
- 2008: Nominatie voor Unilever Research Awards